# Cá buồm Đại Tây Dương
Cá buồm Đại Tây Dương (tên khoa học Istiophorus albicans), là một loài cá buồm sinh sống ở biển trong họ Istiophoridae. Loài cá này dài tới 1,7 m và cân nặng tới 20 kg. Loài cá này sinh sống trong khu vực Đại Tây Dương, có thể sống tới các vĩ độ thuộc vùng ôn đới ấm, nó được tìm thấy ở Đại Tây Dương và biển Caribê, trừ khu vực rộng lớn của trung tâm Bắc Đại Tây Dương và Nam Đại Tây Dương, trung tâm từ bề mặt đến độ sâu 200 m. Các thử nghiệm trong năm 1920 ước tính rằng chúng có khả năng bơi nước nước rút đoạn đường ngắn với tốc độ lên đến 111 km một giờ, tuy nhiên, một ước tính bảo thủ hơn, cho con số từ 37 đến 55 km một giờ được mọi người chấp nhận rộng rãi hơn. Chúng săn cá cờ đi theo bầy Đại Tây Dương, như cá mòi, cá cơm và cá thu mặc dù chúng cũng ăn động vật giáp xác và thân mềm.
Cá buồm Đại Tây Dương có màu xanh kim loại với một vây lưng buồm, mỏ dài và nhọn. Chiều dài lên đến 3,15 m và trọng lượng tối đa được công bố là 58,1 kg.

## Hình ảnh

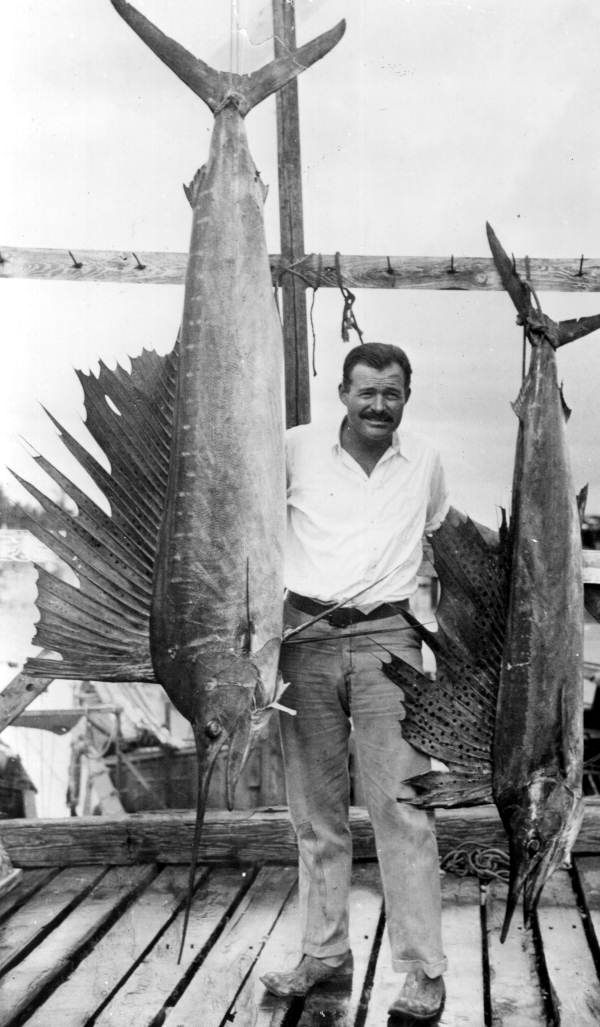
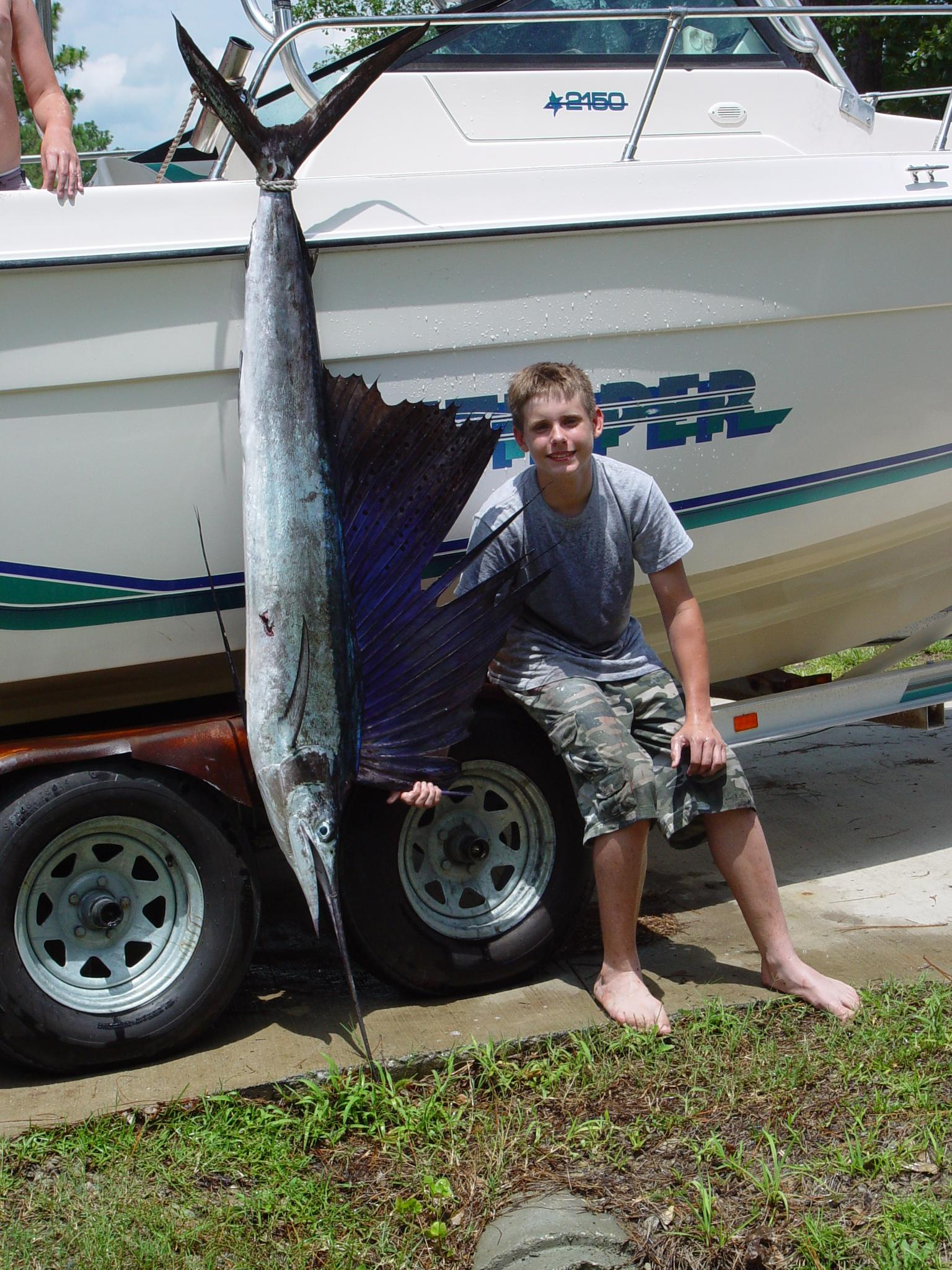
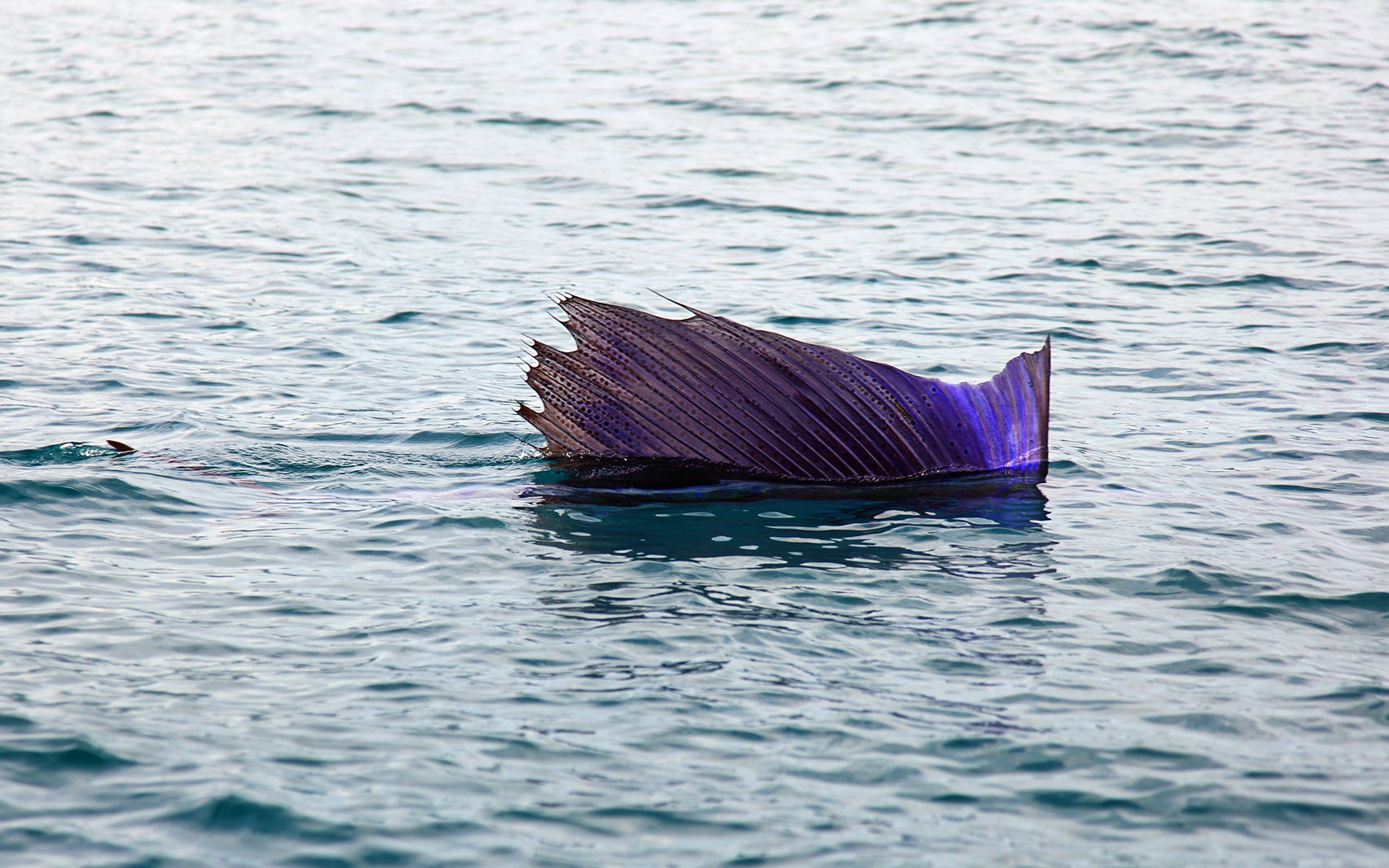